# Zone défavorisée simple
Les zones défavorisées simples (ZDS) sont des zones où l’agriculture subit des contraintes naturelles (géographie, topographie, climat) ou d'autres contraintes spécifiques, à l'exclusion des zones de montagne qui possèdent un statut particulier.
Les agriculteurs de ces zones sont éligibles à des aides de l’union européenne destinées à compenser les coûts supplémentaires qu'ils engagent ou les pertes de revenus qu'ils subissent (indemnité compensatoire de handicaps naturels ICHN, bonifications de dotation d’installation ou de subventions d’investissement ou de formation professionnelle).

## Historique
C'est avec la création du second pilier de la PAC le 25 mars 1999, que le Conseil de l'Europe a décidé de soutenir le développement rural. Ce pilier porte en particulier sur :
- l’amélioration de la compétitivité de l’agriculture et de sa multifonctionnalité ;
- la promotion de la protection de l’environnement en agriculture ainsi que des mesures forestières contribuant au développement durable ;
- la participation au développement des territoires ruraux.

La France a donc identifié plusieurs types de territoires ayant besoin d'un appui : zone de montagne, de haute montagne, de piémont, zones défavorisées simples (ZDS), zones affectées de handicaps spécifiques (ZAHS).
Dès 2003, la Cour des comptes européenne a pointé des disparités et éléments non justifiés dans ce zonage, ou incohérents avec les zonages des autres pays membres.
Il a fallu attendre 2013 pour que la commission européenne publie un règlement pour y mettre bon ordre.

## Situation actuelle
Le règlement européen n° 1305/2013, en application depuis le 1er avril 2019 avec des mesures transitoires en 2020, distingue trois types de zones : 
- les zones de montagne (inchangées depuis 1999) ;
- les zones soumises à des contraintes naturelles (ZSCN) ;
- les zones soumises à des contraintes spécifiques (ZSCS).

Ce sont ces deux dernières que recouvrent désormais le vocable de Zone défavorisée simple (ZDS).